# Jerome de Sandy Cove

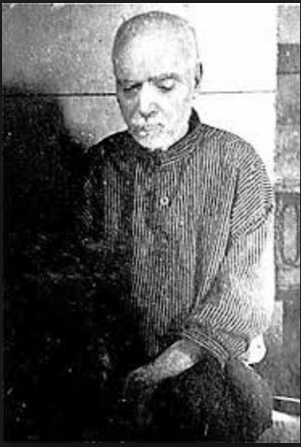
Descrito como "um homem bem constituído e parecia ter entre 75 a 80 anos, tendo uma aparência inteligente, e uma cabeça bem formada"; Daily Echo, 1912

Jerome (também escrito Jérôme) (c. 1830s - 15 de abril de 1912) foi o nome dado a uma homem não identificado descoberto na praia de Sandy Cove, Nova Escócia, a 8 de setembro de 1863. Ele foi encontrado com ambas a pernas amputadas, e quando questionado pelos locais disse muito pouco, sugerindo que não falava inglês ou francês. Quando lhe perguntaram o nome ele murmurou algo como "Jerome", e assim ficou conhecido.

## Descoberta
Ele foi encontrado por um rapaz de 8 anos chamado George Colin "Collie" Albright, e trazido para a casa Albright na vila de Digby Neck para ser cuidado. Ambas as pernas de Jerome tinham sido amputadas acima dos joelhos, com provas de que tinha sido feito por um cirurgião qualificado. Os cotos só estavam parcialmente curados e ainda estavam enfaixados quando ele foi descoberto.
Muitas pessoas estavam curiosas para saber mais sobre ele, visitando-o, e assim foi descoberto que não podia (ou não queria) perceber francês, latim, italiano ou espanhol. Ele aparentemente evitou a atenção de curiosos, rosnando como um cão aos convidados indesejados. As mãos do homem foram descritas como sendo demasiado suaves para ser um operário, e foi descrito como sendo Mediterrâneo em aparência.
Os Albrights tiveram dificuldade em alimentar outra pessoa, e Jerome passou de casa em casa por um tempo até a comunidade maioritariamente Batista de Digby Neck decidir pela sua aparência que ele deveria ser Católico, e foi enviado para uma comunidade francesa vizinha de Meteghan. O governo da Nova Escócia votou numa bolsa especial de dois dólares por semana para apoiar Jerome. A comunidade continuou a tentar quebrar o seu relativo silêncio, Jerome foi enviado para ficar com Jean Nicola, um desertor da Córsega e falador de várias línguas. Nicola não o conseguiu pôr a falar, mas Jerome continuou na casa de Nicola por mais sete anos, tornando-se um favorito das senhoras da casa - a mulher de Jean, Julitte, e a sua enteada Madeleine.
Depois da morte de Julitte Nicola, o seu marido voltou para a Europa e Jerome foi ficar com Dedier e Zabeth Comeau em Saint Alphonse de Clare, perto de Meteghan. Os Comeaus usaram a relativa fama de Jerome para sua vantagem, cobrando taxas de admissão para ver o homem mistério, vivendo bem com isto e a bolsa do governo. Mas Jerome não se parecia importar, e ficou lá até à sua morte a 15 de abril de 1912.

## Legado e possíveis explicações
Foi sugerido que Jerome era um marinheiro que tinha tentado um motim, sendo castigado com amputação. Outra sugestão é que ele podia ser um herdeiro de uma fortuna e "tratado" para outra pessoa pudesse receber a sua herança.
É possível que as dificuldades de Jerome com produzir discurso possam estar ligadas a uma lesão cerebral, mais provavelmente na Área de Broca, a parte do cérebro que regular o discurso. Jerome poderia ser incapaz de falar em qualquer língua que se pudesse entender. Isto pode explicar a capacidade de produzir sons animalísticos de Jerome, mas não conseguir replicar uma língua humana.
Jerome figurou fortemente na imaginação popular na Nova Escócia, e existem vários livros escritos sobre o caso. Em 1994, o diretor Phil Comeau lançou uma longa-metragem sobre Jerome, intitulada O Segredo de Jerome (Le secret de Jérôme). O filma protagonizou Denis Lapalme, um antigo atleta paraolímpico canadiano, como Jerome. O filme recebeu 15 prêmios mundialmente.
Em 2008, um historiador local Fraser Mooney Jr. de Yarmouth, Nova Escócia publicou um livro intitulado Jerome: Solving the Mystery of Nova Scotia's Silent Castaway. Neste livro, Mooney oferece uma solução para as origens misteriosas do homem. Ele relata que no outro lado da Baía de Fundy, em Chipman, New Brunswick em 1859 (poucos anos antes da aparição de Jerome) um jovem estrangeiro foi relatado como tendo caído pelo gelo do rio. Ele desenvolveu gangrena em ambas as pernas devido ao acidente e teve que ser amputado por um médico local. Lá ele ficou conhecido como "Gamby", provavelmente porque quando acordou ele chamada por gamba, italiano para "perna". Gamby tornou-se num fardo para as pessoas de Chipman, e havia um rumor que um capitão de escuna que estava de passagem que foi pago para o transportar. O capitão podia ter navegado para o lado oposto da baía para Nova Escócia, onde se tornou um problema para Sandy Cove. O relato de Mooney é controverso. Notavelmente, o escritor Noah Richler chamou o livro de especulativo e uma ficção. Existem documentos governamentais oficiais sobre Gamby, e várias testemunhas contemporâneas disseram que Gamby e Jerome eram a mesma pessoa.